# 月山富田城之戰

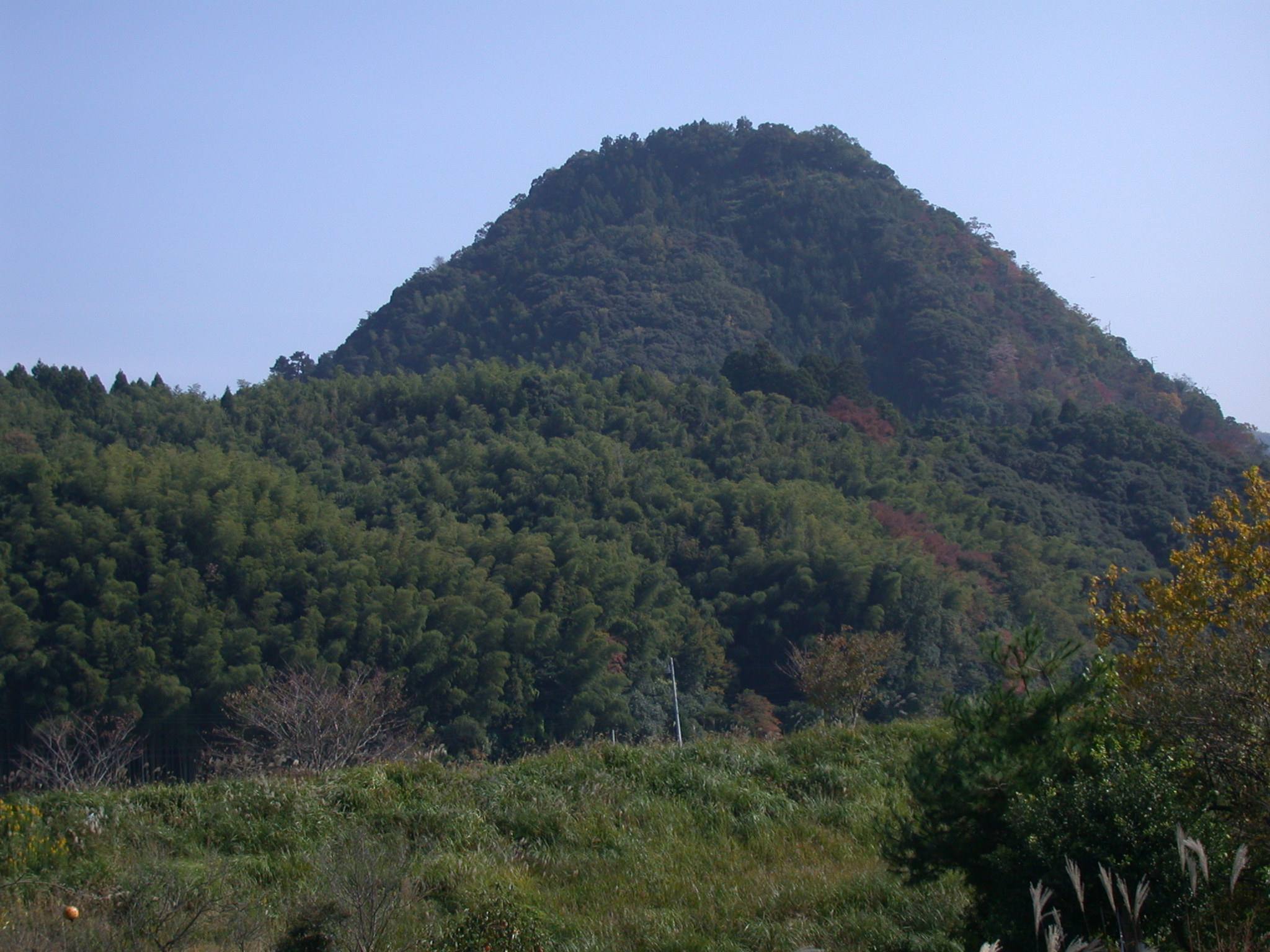
月山富田城遠景

月山富田城之戰是日本戰國時代天文11年（1542年）～天文12（1543年）、永祿8年（1565年）～永祿9年（1566年），發生在尼子氏的根據地出雲國月山富田城的戰役。
月山富田城合戰包括大內義隆率領毛利氏等諸勢力攻擊的“第一次月山富田城之戰”和大內氏滅亡後由毛利元就進行的“第二次月山富田城之戰”。以及，為了滅在第二次合戰滅亡後的尼子氏的再興軍戰役。

## 第一次月山富田城之戰
天文10年（1541年），尼子晴久率領尼子軍攻擊毛利氏的根據地吉田郡山城，但是，被毛利軍和大內軍的援軍擊退（吉田郡山城之戰）。因尼子氏安藝遠征的失敗，安藝和備後的情勢一轉，除觀望情勢的國人眾之外，依付尼子氏的國人領主之中也出現轉向依付大內氏者。安藝・備後・出雲・石見的主要國人眾甚至向大內氏提出請求驅逐尼子氏的連署狀。因此，陶隆房為首的武斷派主張遠征出雲。雖然遭相良武任、冷泉隆豐等文治派的反對，但是，大內義隆最終決定出兵出雲。
從1542年正月出兵至1543年五月遠征軍仍未攻下尼子氏居城月山富田城，在耗費1年4個月的長期間之後，原倒向大內氏的出雲國人眾(如本城常光、三澤為清)紛紛又附歸尼子氏，眼看取勝無望，大內義隆才下令撤退。因恐在撤退時遭遇倒戈國人眾襲擊，義隆改走水路，不曾想養嗣子大內晴持卻不慎落海而亡。經此一戰，義隆自此失去政治野心，大內氏轉而衰退，另一方面，則是尼子氏勢力的回復，迎向最盛期。1557年大內氏滅亡後，毛利氏和尼子氏針對石見國展開熾烈的爭鬥。

## 第二次月山富田城之戰
毛利氏在防長經略消滅大內氏，勢力擴大後，針對石見銀山和尼子氏對立，雖然在弘治2年（1556年）的忍原崩和永祿2年（1559年）的降露坂之戰失敗。但是，永祿3年（1561年）12月，尼子晴久逝去，嫡男尼子義久繼承家督後，經過永祿5年（1562年）的雲藝和議，成功將石見銀山收入手中。一方面，尼子側因家臣團的不和、對雲藝和議的不滿，許多出雲西部・南部國人眾離反倒向毛利側。元就因此趁尼子氏衰退的機會，進攻出雲。
毛利元就在壓制月山富田城的日本海側玄關口白鹿城，成功防止兵糧從日本海輸入後，對富田城進行包圍。永祿9年（1566年）11月21日，尼子氏在兵糧缺乏的籠城戰後降伏。繼大內氏之後，消滅尼子氏的毛利氏成為中國地方最大的戰國大名。一方面，對尼子氏降伏抱持不滿的山中幸盛（山中鹿介）、立原久綱等人開始尼子氏再興的活動。

## 尼子再興軍
永祿11年（1568年），以尼子家再興為目標的山中幸盛、立原久綱等人，擁立京都東福寺的尼子國久之孫勝久，使其還俗。
永祿12年（1569年），在尼子舊臣支持下，從但馬國經由海路，經隱岐國登陸出雲國。尼子氏殘黨在出雲集結，尼子再興軍勢力擴大到約6,000人，攻陷真山城後，幾乎壓制出雲的舊領。同年7月，尼子再興軍着手攻略月山富田城。但是，尼子再興軍始終無法奪取毛利元秋和天野隆重以僅少人數防守的月山富田城，最後反而遭到以毛利輝元為總大將的救援軍掃蕩，最後的據點真山城也落城，再興軍被逐出出雲。

## 外部連結
- 安来市観光サイト【わかりやすい】尼子・山中鹿介・富田城・毛利